# أولي بلاكبيرن
أولي بلاكبيرن (بالإنجليزية: Olly Blackburn)‏ (ولد في لندن، المملكة المتحدة) هو مخرج سينمائي إنجليزي وكاتب سيناريو.

## روابط خارجية
- أولي بلاكبيرن على موقع IMDb (الإنجليزية)
- أولي بلاكبيرن على موقع روتن توميتوز (الإنجليزية)
- أولي بلاكبيرن على موقع ألو سيني (الفرنسية)
- أولي بلاكبيرن على موقع أول موفي (الإنجليزية)
- أولي بلاكبيرن على موقع قاعدة بيانات الأفلام السويدية (السويدية)
- أولي بلاكبيرن على موقع قاعدة بيانات الفيلم (الإنجليزية)
- أولي بلاكبيرن على موقع كينوبويسك (الروسية)